# Yael Padilla
Padilla  Sandoval est un nom espagnol. Le premier nom de famille, en général paternel, est Padilla ; le second, en général maternel, souvent omis, est Sandoval.
Pour les articles homonymes, voir Padilla.
Jonathan Yael Padilla Sandoval, né le 19 décembre 2005 à Guadalajara au Mexique, est un footballeur mexicain qui évolue au poste d'ailier droit au CD Guadalajara.

## Biographie

### Carrière en club
Né à Guadalajara au centre du Mexique, Padilla rejoint les équipes de jeunes du CD Guadalajara en 2018. Après avoir gravi les échelons du centre de formation, il est appelé sur le banc pour la première fois à 17 ans par l'entraîneur Veljko Paunović pour quatre matchs du Tournoi Clausura 2023, mais il n'entre pas en jeu. À l'intersaison 2023-2024, il est définitivement  intégré à l'équipe première pour leur tournée de pré-saison aux États-Unis pour des matchs amicaux contre le Deportivo Toluca et le CF Pachuca.
Le 3 juillet 2023, Padilla fait ses débuts professionnels lors d'un match contre le Club León, en entrant en jeu à la place d'Isaác Brizuela. Sept minutes seulement après son entrée sur le terrain, il reçoit un ballon de Víctor Guzmán sur le côté droit de la surface de réparation, qu'il frappe dans un angle serré trompant le gardien de León Rodolfo Cota,. Avec ce but synonyme de victoire 2-1, il devient le plus jeune buteur de Guadalajara en Liga MX.
Lors du match suivant, contre San Luis, Padilla est titulaire. À la 38e minute, un centre de Fernando Beltrán est repris de la tête par Cristian Calderón en direction de la surface de réparation. Padilla en profite, reprend le ballon d'une demi-volée et inscrit son deuxième but en deux matchs. Après la rencontre, son entraîneur Veljko Paunović déclare à propos de lui « Nous avons un diamant brut que nous devons polir », affirmant également que le milieu de terrain montre un « potentiel énorme ».

### En sélection
Il est sélectionné avec l'équipe du Mexique des moins de 20 ans pour participer au championnat de la CONCACAF des moins de 20 ans 2024, organisé au Mexique. Pendant la compétition, il marque un but en phase de poules contre Haïti, et est passeur décisif sur le but égalisateur lors de la finale que son équipe remporte face aux États-Unis après prolongations.

## Palmarès
Mexique -20 ans
- Championnat de la CONCACAF des moins de 20 ans (1) :
  -  Vainqueur : 2024.